# Studioeins
STUDIOeins war das Vorabendprogramm im Ersten. Die Sendungen fanden werktäglich zwischen 17:50 und 19:25 Uhr statt; diese Sendungen gehörten von 1998 bis 2007 zum festen Programm. Zu den verschiedenen Sendungen gehörten unter anderem: Verbotene Liebe (17:50 Uhr), Marienhof (18:20 Uhr), Großstadtrevier (Mo, 18:50 und 19:25 Uhr), Best of Verstehen Sie Spaß? (Di–Fr, 18:50 Uhr), Das Quiz mit Jörg Pilawa (Di–Fr, 19:25 Uhr).

## Moderatoren
- Julia Althoff (2003–2004)
- Christiane Stein (2002–2007)
- Dennis Wilms (2003–2007)
- Annett Fleischer (2006–2007)
- Markus Tirok (2002–2007)
- Kena Amoa
- Thieß Neubert (1999–2003)
- Nils Julius
- Esha Chakravarty
- Peter Granzow (1998–1999)
- Konny Meyer
- Simone Hafa
- Ute Soldierer
- Milka Loff Fernandes (2005)